# تورنلوي (أونتاريو)
تورنلوي (بالإنجليزية: Thornloe)‏ هي قرية تقع في كندا في Timiskaming District. يقدر عدد سكانها بـ 123 نسمة .